# 知楽院
知楽院（ちらくいん）は、埼玉県さいたま市岩槻区にある臨済宗円覚寺派の寺院。

## 歴史
天文年間（1532年 - 1555年）、太田資頼の開基である。資頼は岩付城の城主で、鎌倉の円覚寺から奇文禅才を開山として招聘し、寺を創建した。その後は岩付太田氏の下で寺運興隆した。
墓地には、開基の資頼や岩槻藩剣術指南役村雨家の墓がある。

## 交通アクセス
- 岩槻駅より徒歩27分。